# Kalairani
Kalairani est une actrice indienne.

## Filmographie
| Année | Titre         | Rôle                          | Langue | Notes |
| ----- | ------------- | ----------------------------- | ------ | ----- |
| 1999  | Mudalvan      | La mère de Pugazh             | Tamoul |       |
| 2000  | Alai Payuthey |                               | Tamoul |       |
| 2003  | Boys          | La mère de Sridhar            | Tamoul |       |
| 2009  | Ayan          |                               | Tamoul |       |
| 2014  | Son épouse    | La prêtresse S.S. Kalai Raani | Tamoul |       |